# Скоротлива вакуоля

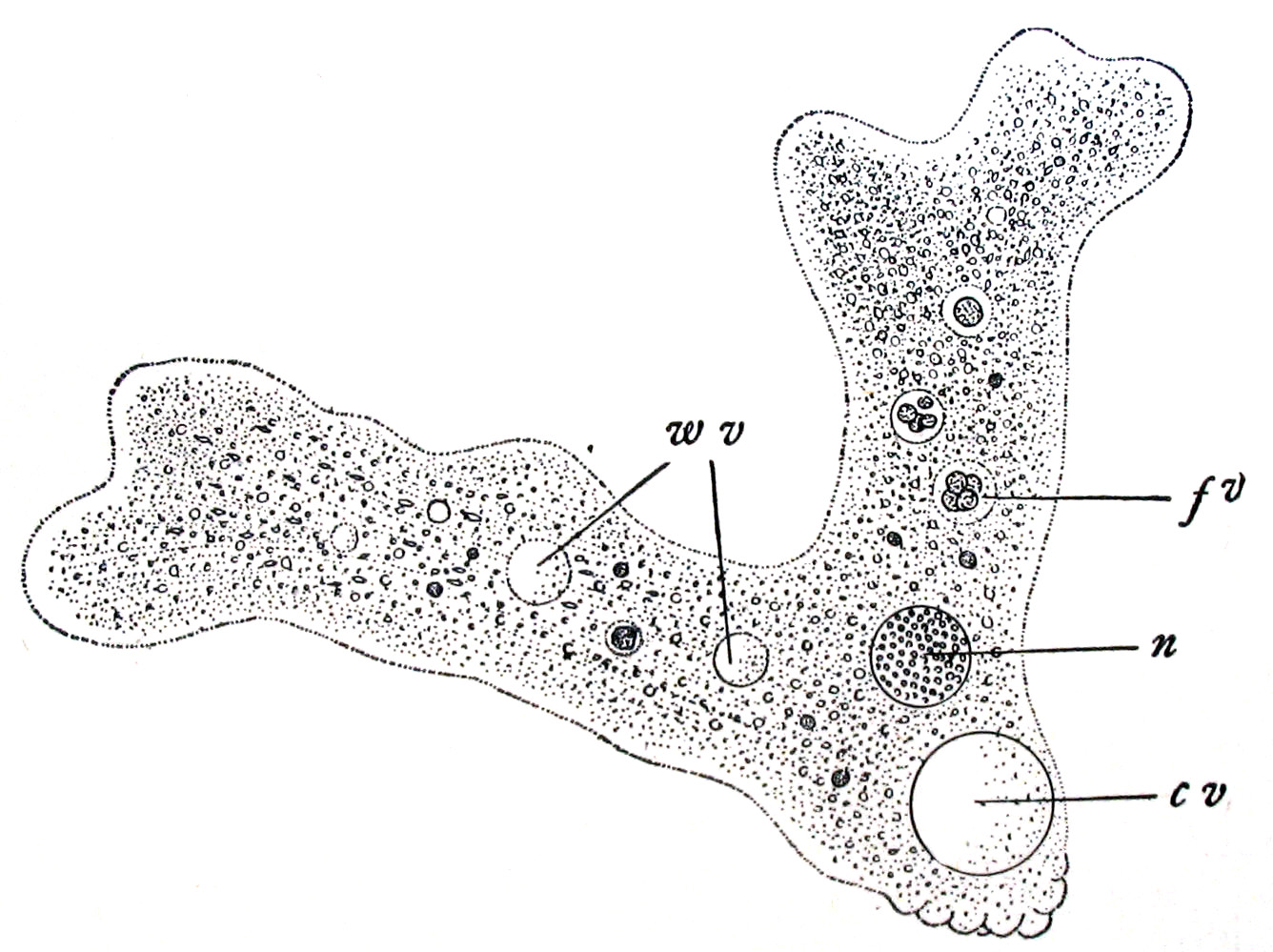
Amoeba proteus (малюнок Едмунда Вілсона, 1900). cv — скоротлива вакуоля.

Скоро́тлива вакуо́ля — мембранна органела, здійснює виведення продуктів метаболізму та надлишків рідини з цитоплазми.
Являє собою найпомітнішу частину узгоджено працюючого комплексу, в якому виступає в ролі періодично резервуара для випорожнення. Рідина надходить у скоротливу вакуолю з системи міхуроподібних або трубчастих вакуолей. Робота комплексу дозволяє підтримувати більш-менш постійний обсяг клітини, компенсуючи постійний приток води через плазматичну мембрану, що викликається високим осмотичним тиском цитоплазми.
Час від часу вакуоля скорочується (тому вона називається скоротливою) й викидає свій вміст за межі тіла.
Скоротливі вакуолі поширені в першу чергу серед прісноводних Одноклітинних, проте відзначені також і у морських формах. Подібні структури виявлені в клітинах прісноводних губок з родини бодягових.